# Live in London (альбом Deep Purple)
Live in London — концертний альбом англійської групи Deep Purple, який був випущений у 1982 році.

## Композиції
1. Burn — 6:58
2. Might Just Take Your Life — 4:51
3. Lay Down, Stay Down — 5:11
4. Mistreated — 11:34
5. Smoke on the Water — 10:33
6. You Fool No One — 18:14

## Склад
- Девід Ковердейл — вокал
- Річі Блекмор — гітара
- Джон Лорд — клавішні
- Гленн Г'юз — бас-гітара, вокал
- Ієн Пейс — ударні